# Красавицата и Звяра (филм, 2017)
Вижте пояснителната страница за други значения на Красавицата и Звяра.
Красавицата и Звяра (на английски: Beauty and the Beast) е американски музикален романтичен фентъзи филм от 2017 г., режисиран от Бил Кондън по сценарий от Стивън Чбоски и Евън Спилиотопулос. Съпродуциран от Уолт Дисни Пикчърс и Мандевил Филмс, филмът е игрална версия на едноименния пълнометражен анимационен филм на Дисни от 1991 г. със сценарий от Линда Улвъртън, който е адаптация на приказката от 1756 г. на Жан-Мари Льопринс дьо Бомон, и е част от едноименния франчайз. Във филма участват Ема Уотсън и Дан Стивънс, изпълняващи главните роли, и Люк Евънс, Кевин Клайн, Джош Гад, Юън Макгрегър, Стенли Тучи, Аудра Макдоналд, Гугу Мбата-Роу, Иън Маккелън и Ема Томпсън в поддържащите роли.
Римейкът Красавицата и Звяра е обявен за първи път през април 2014 г., като Кондън е нает да го режисира; Уотсън, Стивънс, Еванс и останалата част от актьорския състав подписват договорите между януари и април 2015 г. Снимачният период продължава от май до август 2015 г. в студио „Шепертън“ в Англия. С бюджет от около 255 милн. долара това е един от най-скъпите филми, правени някога.
Предпремиерата на филма е на 23 февруари 2017 г. в Спенсър Хаус, Лондон, а официалната премиера е на 17 март 2017 г. във формати Disney Digital 3-D, RealD 3D, IMAX, IMAX 3D заедно с Dolby Cinema. Красавицата и Звяра получава като цяло положителни отзиви от критиците, като много от тях хвалят верността му към оригиналния анимационен филм, както и елементи от мюзикъла на Бродуей, изпълнения на актьорския състав (особено на Уотсън и Стивънс), визуален стил, музикална партитура, песни, дизайн на костюми и производствени стойности, въпреки че критиките бяха насочени към някои от дизайните на героите и прекомерното му сходство с оригинала.
Филмът реализира над 1,2 милиарда долара в световен мащаб, превръщайки се в най-печелившия музикален игрален филм, което го прави вторият филм с най-голяма печалба за 2017 г. и десетият с най-големи приходи за всички времена. Получава четири номинации на 23-те награди на критиците и две номинации на 71-вата церемония на Наградите на Британската академия. Също така получава номинации за оскар за най-добър дизайн на продукция и най-добър дизайн на костюми на 90-ата церемония на наградите „Оскар“.

## Сюжет
Внимание:  Текстът по-долу разкрива сюжета на произведението (или части от него)!
Магьосница, маскирана като стара просякиня, пристига в замъка и предлага роза на жесток и егоистичен принц в замяна на подслон. Когато той отказва, тя разкрива истинската си самоличност. За да накаже принца за неговата грубост, магьосницата го превръща в звяр, а слугите му – в домакински предмети, след което изтрива спомените за замъка, себе си и слугите от паметта на всички хора близкото село. Тя прави заклинание върху розата и казва на принца, че заклинанието може да бъде разрушено само ако той се научи да обича друг и да спечели любовта на този човек преди падането на последното листо, в противен случай той ще остане звяр завинаги.
Няколко години по-късно в село Вилньов Бел, дъщерята на изобретателя Морис, която обича книгите, мечтае за приключение. Тя непрекъснато отблъсква Гастон, арогантен бивш войник, тъй като той не е мъжът, за когото Бел иска да се омъжи. Един ден, на път за пазара, Морис се губи в гората и търси убежище в замъка на Звяра, но Звяра го затваря за кражба на роза от градината му, която е предназначена за подарък на Бел. Когато конят на Морис се връща без него, Бел се осмелява, тръгва да го търси и го намира заключен в подземието на замъка. С находчивост Бел заема мястото на баща си в тъмницата. Звяра се съгласява да я остави и принуждава Морис да напусне незабавно.
Бел се сприятелява с кралските служители на замъка: лакеят и свещник Люмиер, майордомът и часовник Когсуърт, бърсалката на прах и камериерка Плумет, икономката и чайник Госпожа Потс и сина ѝ чаената чаша Чип. Те я канят на грандиозна вечеря. Когато тя се скита в забраненото западно крило и открива розата, това привлича вниманието на Звяра, който яростно ѝ заповядва да излезе и Бел, изплашена, бяга в гората. Бел е обградена от глутница вълци, но Звяра я спасява. В битката с вълците той е ранен. Докато Бел лекува нараняванията му, между тях възниква искра. Звяра показва на Бел подарък от магьосницата – книга, която транспортира читателите, където пожелаят. Бел използва книгата, за да посети дома си от детството в Париж, където открива маската на чумния лекар и разбира, че тя и баща ѝ са били принудени да напуснат, тъй като майка ѝ е била болна от чума.
Във Вилньов Морис не успява да убеди останалите, че Бел е пленница на Звяра. Гастон, виждайки спасяването на Бел като възможност да спечели ръката ѝ, се съгласява да помогне на Морис. Когато Морис научава за скрития му мотив и го отхвърля, Гастон го изоставя, за да бъде изяден от вълците. Морис е спасен от селската скитница Агата, но когато той разказва на хората за престъплението на Гастон, не е в състояние да предостави солидни доказателства, Гастон ги убеждава да изпратят Морис в лудница.
След като споделя ромнтичен танц със Звяра, Бел разбира за затруднението на баща си с помощта на вълшебно огледало. Звяра я освобождава, за да спаси Морис, като ѝ дава огледалото за спомен. Във Вилньов Бел разкрива Звяра в огледалото на хората, доказвайки здравия разум на баща си. Разбирайки, че Бел обича Звяра, ревнивият Гастон твърди, че е обладана от тъмната магия и я затваря в каретата при баща ѝ. Тай събира селяните да го последват до замъка, за да убие Звяра, преди да прокълне цялото село. В каретата Бел казва на баща си, че знае какво се е случило с майка ѝ, и му показа розовата дрънкалка, която взема от магическото си посещение в техния стар изоставен дом. Морис и Бел избягват, а Бел се втурва обратно към замъка.
По време на битката Гастон изоставя спътника си Лефу, който след това застава на страната на слугите, за да отблъсне селяните. Гастон атакува Звяра в кулата, който е твърде съкрушен от напускането на Бел, за да отвърне на удара, но възвръща духа си, когато я вижда да се завръща. Той побеждава Гастон, но пощадява живота му, преди да се събере с Бел. Въпреки това, Гастон коварно застрелва Звяра от мост, който след това се срутва, когато замъкът започва да се руши, което кара Гастон да падне от моста, намирайки смъртта си. След това Звяра умира, когато пада последното венчелистче, а слугите стават неодушевени.
Докато Бел просълзена изповядва любовта си към Звяра, Агата се разкрива като магьосница и отменя заклинанието, като поправя рушащия се замък, възстановява Звяра и слугите в техните човешки форми и в спомените на селяните. Принцът и Бел организират бал за кралството, където всички щастливо танцуват.

## Актьори
- Ема Уотсън – Бел, млада доброжелателна жена, обичаща книгите, която търси живот извън пределите на своето село. Тя развива чувства към Звяра и започва да вижда човешкото в него.
- Дан Стивънс – Звяра, коравосърдечен, егоистичен, недобър принц, който се трансформира в звяр и е принуден да си върне човечността, като се научи да обича истински и да бъде обичан в замяна, както и да дава, а не да взема. Стивънс изиграва героя чрез технологията на заснемане на движение.[11]
  - Адам Мичъл е в ролята на младата версия на принца.
- Люк Евънс – Гастон, нарцистичен и арогантен ловец и ветеран от френската кралска армия, който е готов да направи всичко, за да има Бел като своя трофейна съпруга.
- Кевин Клайн – Морис, овдовелият баща на Бел, който работи като майстор на музикални кутии и художник.
  - Джолиън Кой – Морис (млад)
- Джош Гад – Лефу, ефектният и многострадален помощник на Гастон, който подкрепя егото на приятеля си, но получава много малко в замяна.
- Юън Макгрегър – Люмиер, харизматичната лакей на Звяра, който е превърнат в свещник.
- Стенли Тучи – Маестро Каденса, невротичният придворен композитор и съпругът на Мадам дьо Гардероб, превърнат в клавесин.
- Одра Макдоналд – Мадам дьо Гардероб, световноизвестна оперна певица и съпруга на Каденса, която е превърната в гардероб.
- Гугу Мбата-Роу – Плумет, една от прислужниците в замъка и любима на Люмиер, която е превърната в бърсалката на прах.
- Иън Маккелън – Когсуърт, грубият, но лоялен майордом на Звяра и главата на домакинския персонал, превърнат в часовник.
- Ема Томпсън – Госпожа Потс, грижовната икономка на замъка, превърната в чайник.
- Хети Морахан – Агата, обедняла скитница и жителка на Вилньов, която всъщност е магьосницата, отговорна за проклятието на принца. Морахан също разказва пролога.
  - Рита Дейвис изиграва магьосницата, приличаща на просякиня. Филмът излиза след смъртта на Дейвис.
- Нейтън Мак – Чип, смелият син на Госпожа Потс, превърнат в чаена чаша.
- Ейдриън Шилер – Монсеньор Д'Арк, лукавият надзирател на местното убежище, който е подкупен от Гастон, за да бъде задържан Морис.
- Джерард Хоран – Монсеньор Жан Потс, разсеян грънчар и жител на Вилньов, който по-късно се разкрива като съпруг на Госпожа Потс и баща на Чип.
- Хейдън Гуин – Клотилде, търговка на риба и жителка на Вилньов, която по-късно се разкрива като съпруга на Когсуърт.
- Мишел Джибсън – Механджията, собственик и пазител на местната механа във Вилньов, в която пият Гастон и жителите на селото.
- Рей Фирън – Пер Робърт, свещеникът на Вилньов, който насърчава Бел да заеме книгите в оскъдната библиотека на параклиса.
- Софи Рейд, Рафаел Коен и Карла Нела – Селските моми, три жени, които се умилкват на Гастон и ревнуващи от Бел.
- Джими Джонстън, Дийн Стрийт и Алексис Лоисън – Том, Дик и Станли, трима мъже, които служат като поддръжници на Гастон.
- Зои Раинли – Майката на Бел, майката на Бел и съпруга на Морис, която се разболява от чума и умира, докато Бел е бебе.
- Клайв Роу – Кусиниер, главният готвач на замъка, превърнат в печка.
- Джизмо – Фру-Фру, йоркширският териер на Маестро Каденса и Мадам дьо Гардероб, превърнат в табуретка за крака.
- Томас Пейдн – Шапу, камериерът на принца, който е превърнат в стойка за палта.
- Том Търнър – Кралят, бащата на принца, който след смъртта на жена си възпитава сина си, превръщайки го в толкова егоистичен и арогантен, колкото е той.
- Хариет Джонс – Кралицата, майката на принца, която умира от болест, когато той е дете.
- Дейл Бранстън – Хлебар, хлебарят във Вилньов.
- Крис Андрю Мелън – Директор, неназованият лош директор на училището за момчета във Вилньов, който не одобрява това, че Бел учи младо момиче да чете.
- Вивиан Пери – Майка на селска мома, неназованата шивачка на Вилньов.

Стивън Мерчант също се появи във филма като мосю Тойлет, слуга, превърнат в тоалетна. Този герой е изрязан от филма, но е включен в изтритите сцени.